# Cal Berguedà
Cal Berguedà és una casa davant per davant de l'entrada al monestir de clausura de Vallbona de les Monges. Aquesta casa per la seva part davantera s'aboca al Carrer Major i per la seva banda posterior originàriament delimita amb la muralla protectora no només del poble sinó més especialment del monestir. En la façana principal hi observem una casa d'àmplies proporcions de tres pisos d'alçada. Tota la façana és realitzada en pedra tallada irregularment. A la planta baixa com a accés hi presenta dues portes d'arc de mig punt adovellades.

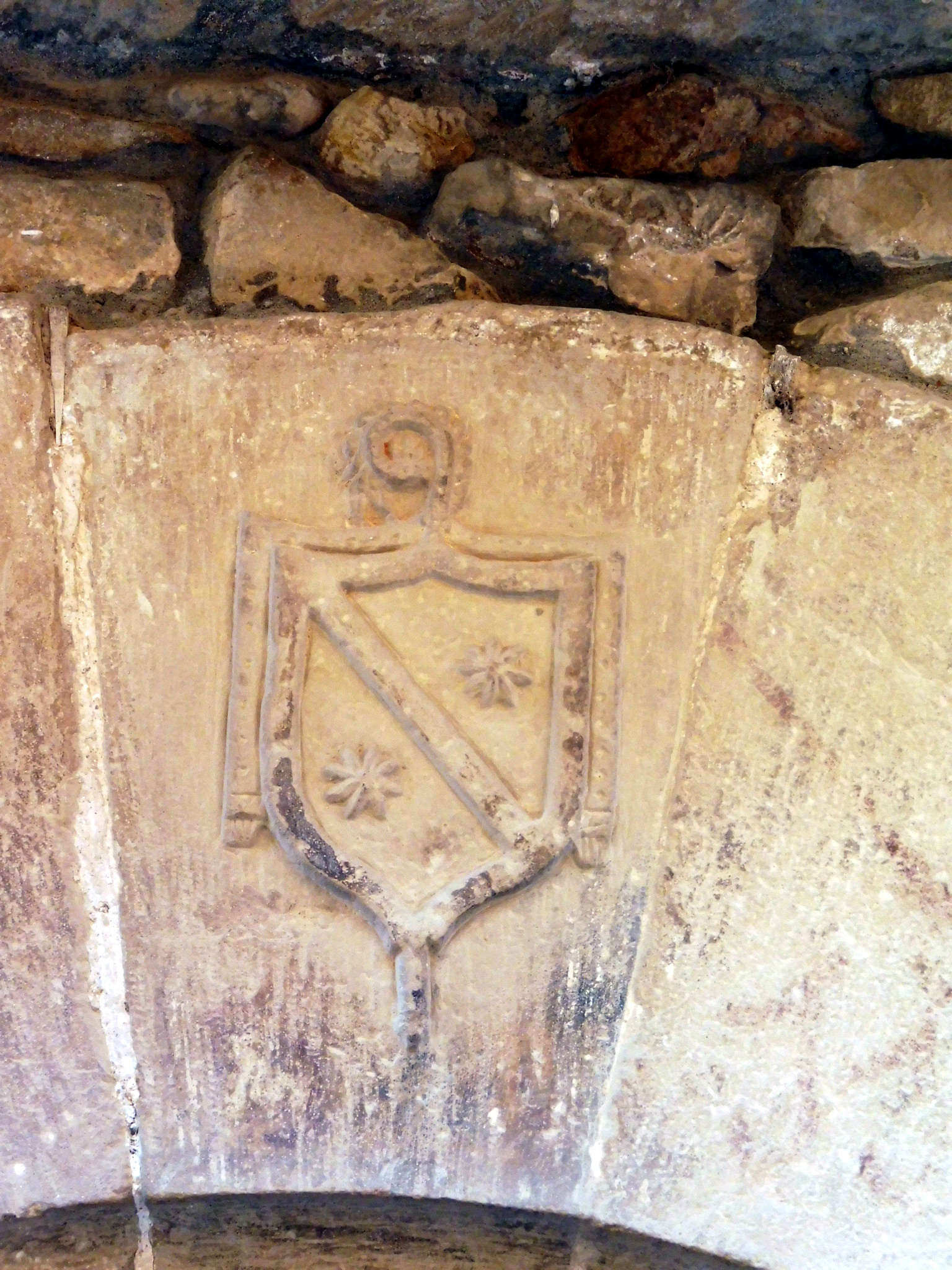
Escut abacial a la clau del portal

 En una de les portes, en la dovella central s'hi observa clarament l'alt relleu d'un escut abacial. Entre aquestes dues portes hi ha una finestra oberta de nova planta. Al primer pis hi ha rítmicament situats tres balconades independents amb les portes allindanades. Al segon pis perfectament alineat amb el pis inferior hi ha novament tres balcons de petites dimensions, també allindanades per totes les seves bandes. Aquests balcons superiors es troben gairebé enganxat al mateix sostre, ja que tenen el sortint del ràfec a molt poca distància.
L'escut abacial que ostenta en una de les dovelles centrals de la porta d'entrada a Cal Berguedà correspon a l'abadessa Aldonça de Pallarès (1507-1510), únic record que ha deixat aquesta prelada del seu pas pel monestir de Vallbona. Cal Berguedà té una premsa de vi gairebé unida a la seva façana, només separada per un petit contrafort estructural. Aquesta construcció era primigèniament un palau abacial per a l'abadessa i posteriorment amb l'obligació de formar un poble al voltant del monestir de clausura es va habituar com una casa més propietat del poble.